# Wu Zhen
Wu Zhen  (Chinois simplifié: 吴镇; Chinois classique: 吳鎮; pinyin: Wú Zhèn)  peintre chinois, poète, calligraphe (1280-1354) est considéré comme l'un des « quatre maîtres de la fin des Yuan » avec Huang Gongwang (1269-1358), Ni Zan (1301-1375) et Wang Meng (v.1308-v.1385). Wu Zhen ou WouTchen ou Wu Chên, surnom : Zhong-gui, nom de pinceau : Meihua Daoren originaire de Jiaxing, province du Zhejiang, s'est rendu célèbre par ses peintures de paysages, paysages de montagne et eau (shanshui), et surtout ses peintures de bambous.

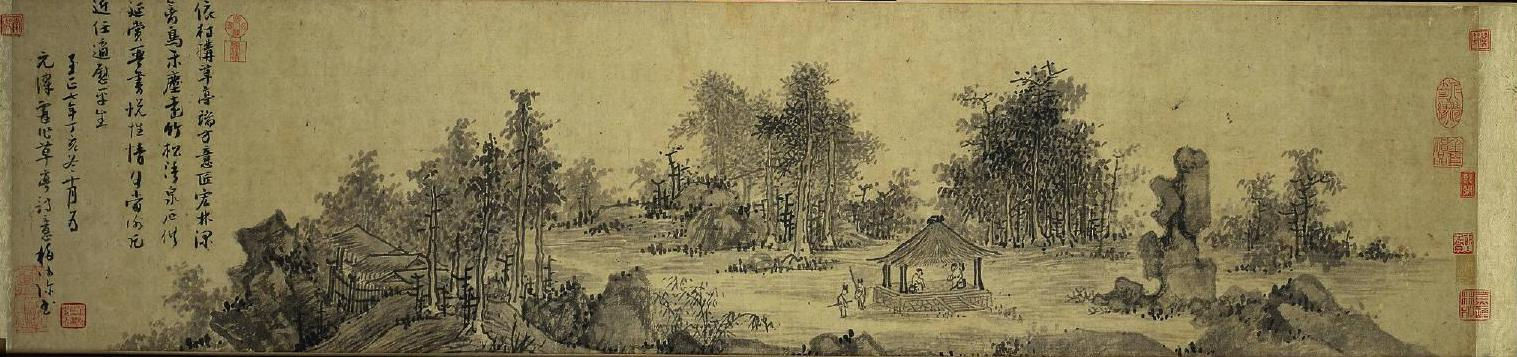
Sentiment poétique dans un pavillon au toit de chaume. 1347. Rouleau horizontal accompagné de textes poétiques traduits sur le site du musée. Cleveland Museum of Art

## Biographie

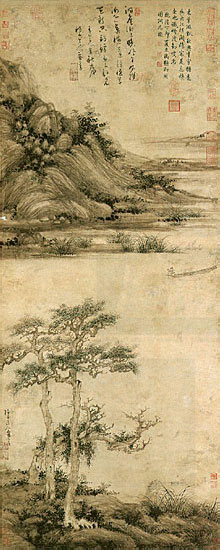
Pêcheur ermite sur le lac Dongting. 1341. Rouleau vertical, encre sur papier. National Palace Museum, Taipei.

Poète, calligraphe et peintre, Wu Zhen est considéré comme l'un des "Quatre Grands Maîtres de la dynastie Yuan" avec Ni Zan, Huang Gongwang  et Wang Meng,  mais nous connaissons peu de choses sur sa vie et ses activités artistiques. Taoïste pratiquant et confucianiste érudit, il apparaît à travers ses poèmes et de ceux de ses amis comme un homme religieux, désintéressé et indépendant.
Il gagne sa vie en pratiquant l'astrologie et vers la fin de sa vie, en vendant aussi sa peinture en évitant la vie publique dans la Chine mongole des Yuan. S'il semble à l'aise dans sa pauvreté, c'est moins par opportunisme que par tempérament. D'après une anecdote célèbre, sans doute apocryphe, les gens vont nombreux acheter la peinture de son voisin le peintre (Sheng Mao actif 1310-1360), tandis que lui vit dans le dénuement ce dont sa femme se plaint amèrement ; il lui répond d'avoir confiance car d'ici vingt ans les choses s'inverseront. Mais, s'il faut en croire la tradition, il a continué à mener une vie de pauvreté.
Homme solitaire, il préfère la compagnie de sa gourde de vin et de quelques fleurs de pruniers à celle d'amis tels que Huang Gongwang, Ni Zan ou Wang Meng ; sa maison est baptisée la Chaumière sur les ondes printanières.
Dans un style d'une douceur tranquille, il peint des bambous et des paysages qu'il accompagne souvent de poèmes de sa composition, et prend pour décor le Jiangnan, où il vit, région humide et plate, rompue par de petites collines et sillonnée de nombreux cours d'eau. Sa manière est aussi peu prétentieuse que ses thèmes ; une certaine fantaisie, toujours contenue, y introduit parfois une note enjouée, toujours détendue et apaisante. Une profusion de points adoucissent les formes et leur donnent une texture proche de celle du sol, tandis que dans la stylisation des arbres et des rochers, on sent l'influence de Dong Yuan et Juran actif vers 960-980), grands paysagistes du Xe siècle.
Son œuvre la plus connue, Pêcheurs, peinte en 1342, est une suite de variations sur le thème très simple du pêcheur dans son embarcation, simples amateurs qui dorment, admirent le paysage, fredonnent tout en s'adonnant à leur passe-temps favori.
Ses bambous sont souvent représentés en petites branches, par touches sommaires, avec toute la virtuosité que le pinceau et l'encre peuvent dégager pour traduire la souplesse et la grâce des tiges et les pointes effilées des feuilles proches et lointaines. Sa maîtrise technique de l'encre s'explique par son talent de calligraphe : son écriture de style « herbiforme » s'inspire de celui de (Huaisu?), de la Dynastie Tang. Le Recueil des écrits du Taoïste des fleurs et du prunier, édité au XVe siècle, rassemble tous ses poèmes, ses réflexions et ses inscriptions sur l'art.
Ce sont les lettrés Ming qui feront de ce peintre peu connu de son vivant, l'un des "Quatre Grands Maîtres des Yuan".

## Galerie de peintures

Peintures
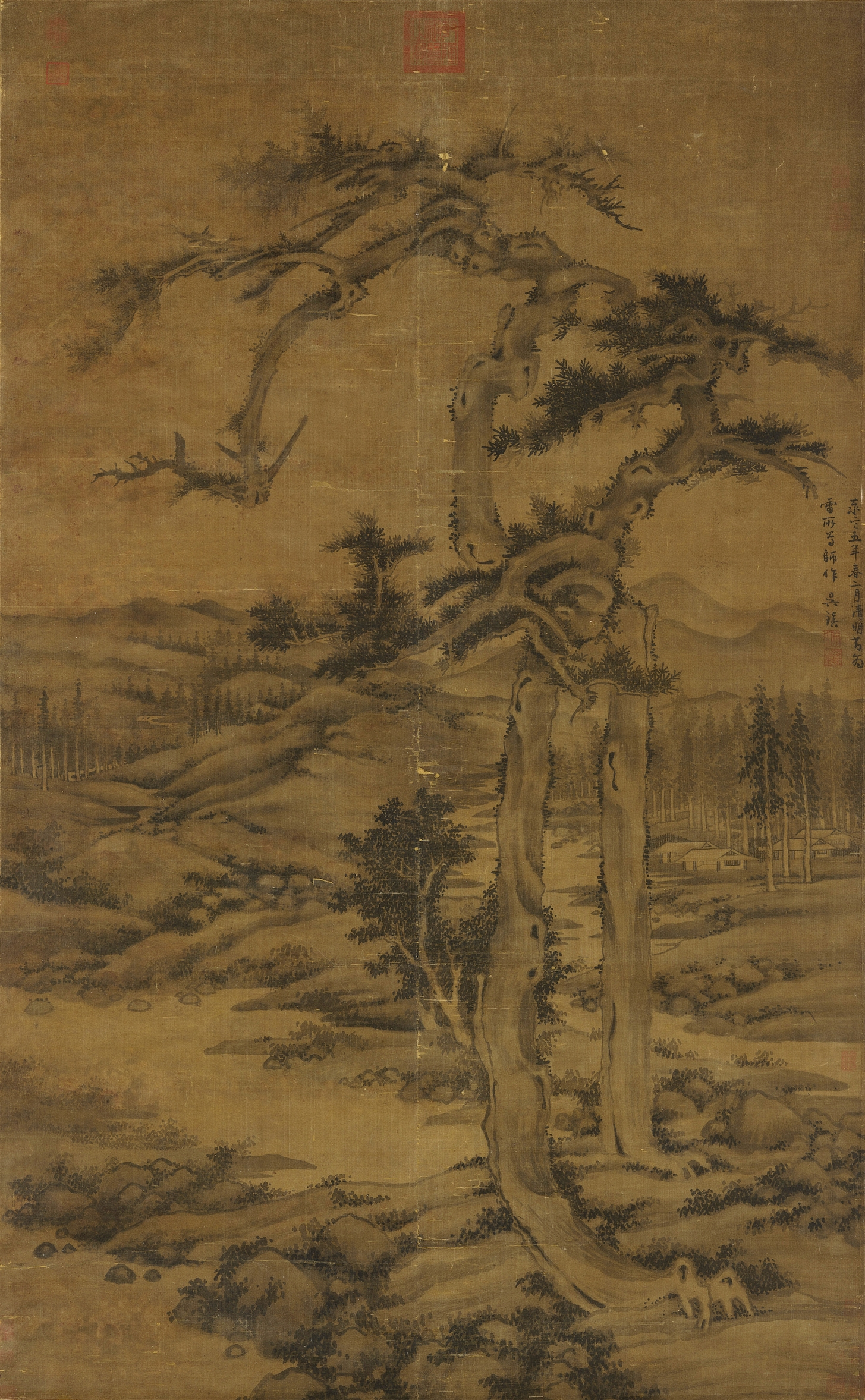
Deux pins. 1328. Rouleau vertical, 180x111,4 cm. National Palace Museum, Taipei.
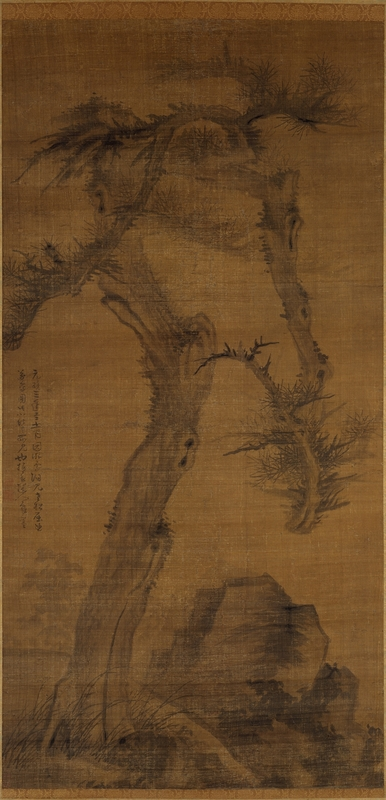
Pin tordu. 1335. Rouleau vertical, encre sur soie, 166.1 × 82.6 cm. MET NY.
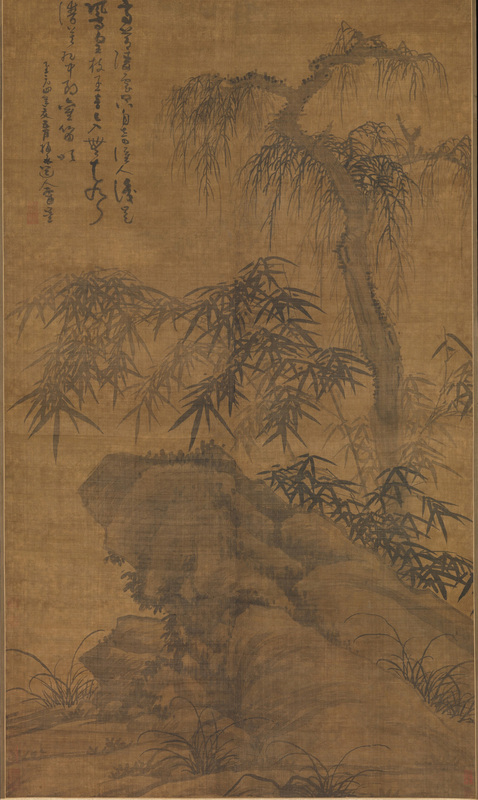
Vertu élevée accédant au Ciel. 1338. Rouleau vertical, encre sur soie, 166.7 × 97.8 cm. MET, NY.
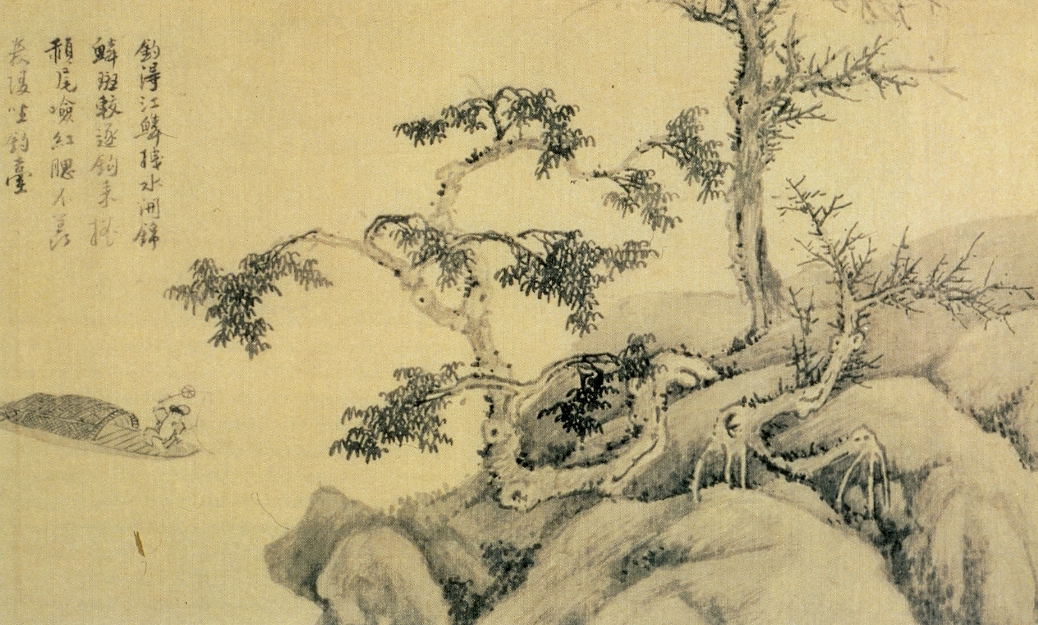
Pêcheurs. 1345. détail, encre sur papier, 35,2 × 332 cm. Shanghai Museum.
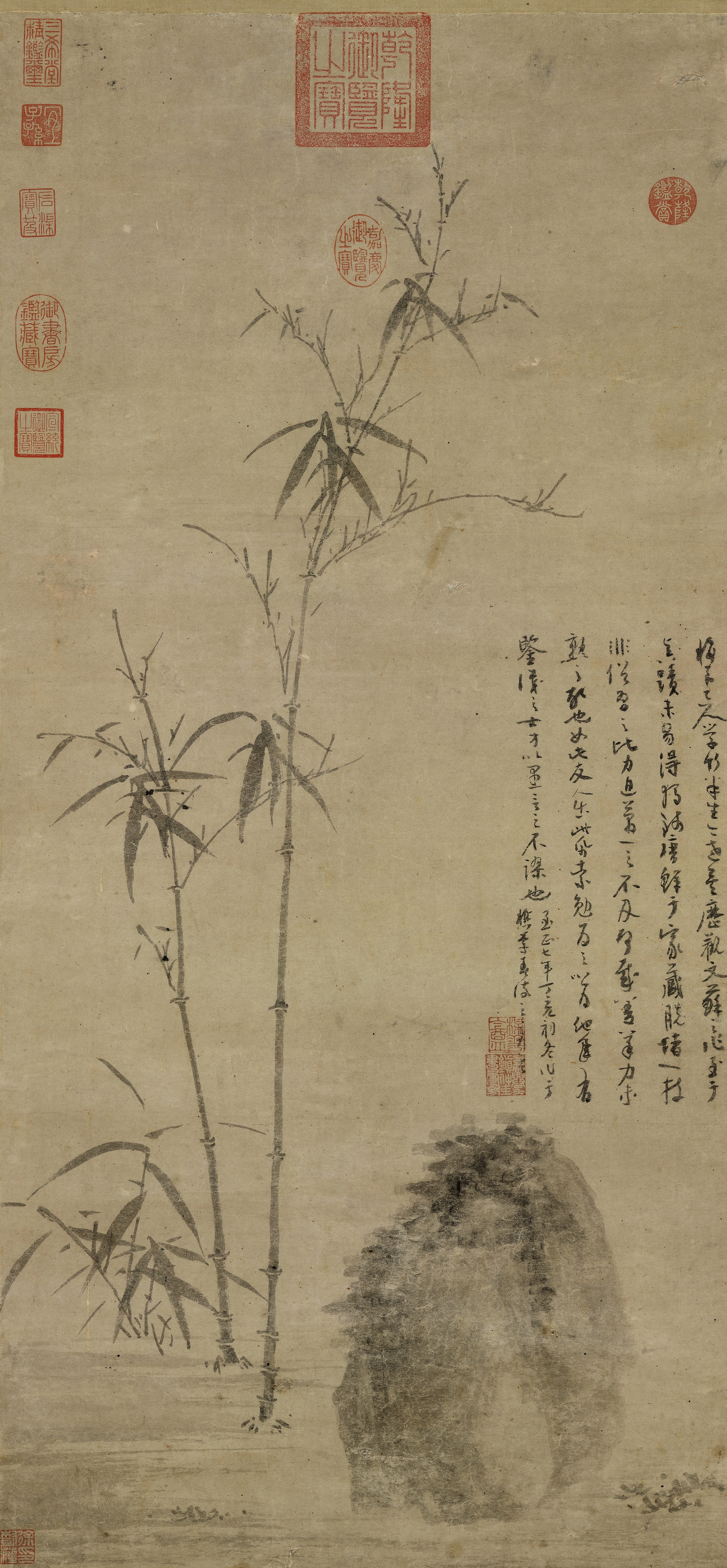
Bambous et rocher. 1347. Rouleau vertical, encre sur papier, 90,6 × 42,5 cm. National Palace Museum, Taipei.
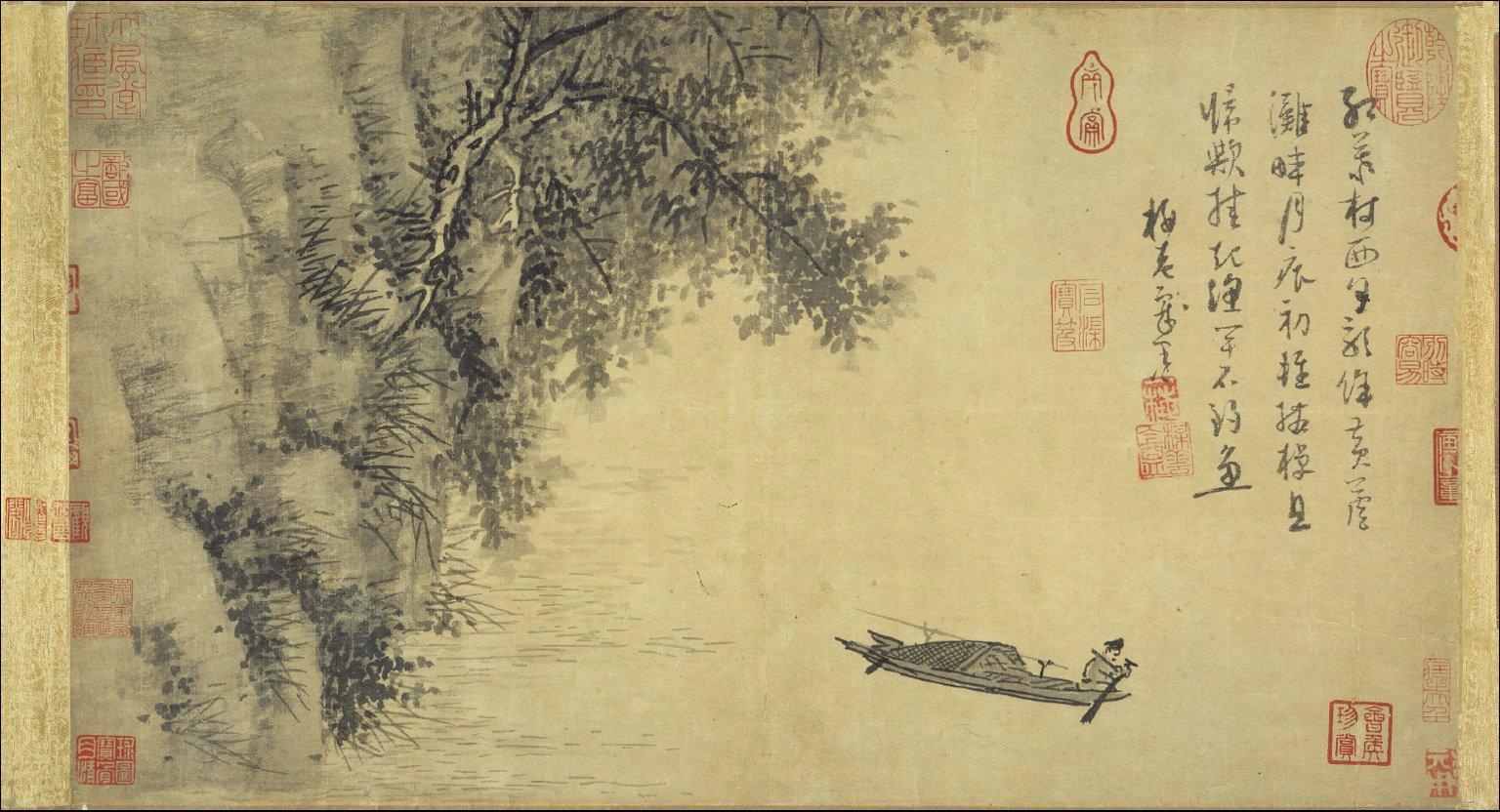
Le pêcheur, ac. 1350. Rouleau horizontal, encre sur papier, 24.8 × 43.2 cm. MET, NY.

## Musées
Boston : Museum of Fine Arts:

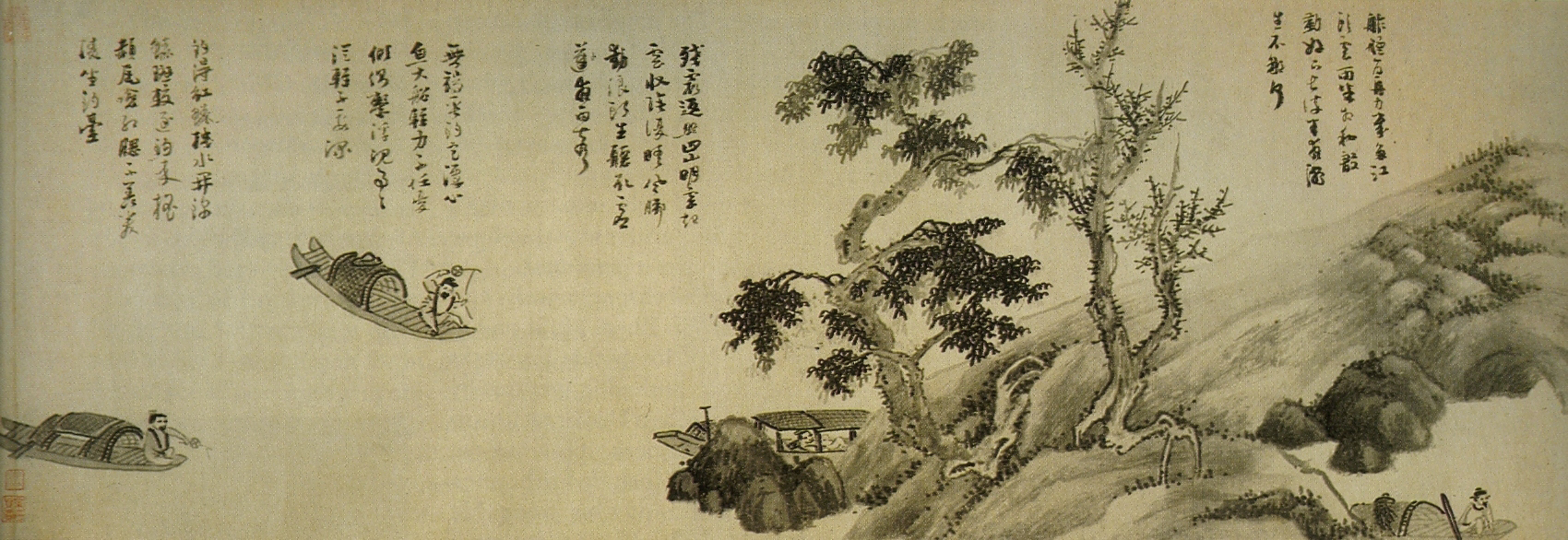
Les pêcheurs. 1340. Section d'un rouleau horizontal de 32,5x562,2cm, encre sur papier. Freer and Sackler Museums of Asian Art. Washington DC

- Bambous dans le vent, poème du peintre.

Paris Musée Guimet :
- Bambous, feuille d'album signée.

Pékin (Cité interdite) Palace Museum :
- Pêcheur dans son bateau, près de la rive dans les roseaux, encre sur soie, poème du peintre.
- Le haut d'une branche de bambou au-dessus d'une pierre, longue inscription du peintre en écriture cursive.

Shanghai Museum :
- Le haut de deux branches de bambou, inscription du peintre.

Taipei National Palace Museum :
- Rivière à l'aube printanière, encre sur soie, rouleau vertical.– Les deux cèdres sur une rive pierreuse daté 1328, encre sur soie, rouleau vertical.– Une montagne parmi les montagnes daté 1336, encre sur papier, rouleau horizontal.– Paysage de rivière dans l'aube printanière, encre sur soie, rouleau vertical. – Pêcheur ermite sur le lac Dongting daté 1341 encre sur papier, rouleau vertical. – Le vieux pêcheur daté 1342, encre sur soie, rouleau vertical.– Bambou et rocher, encre sur papier, rouleau vertical – Album de vingt-deux feuilles daté 1350, "bambous" à l'encre sur papier.– Pousse de bambou, encre sur papier, rouleau vertical.– Barque de pêcheur sur une rivière à l'automne, encre sur soie, rouleau vertical.– Arbres épars et montagnes lointaines, encre sur papier, feuilles d'album.– Fleurs de prunier et bambous 1335-1407, rouleau horizontal, encre sur papier, peint avec Wang Mian (1335-1407).– Ruisseau et montagne daté 1342, encre sur papier, rouleau vertical.

Washington DC Freer and Sackler, Smithsonian Institution :
- Pêcheur daté 1342, encre sur papier, rouleau en longueur, colophon daté 1352.– Rocher abrupt au bord de l'eau, deux hommes dans un bateau signé et daté 1342, feuille d'album.– Légère branche de bambou dans le vent, colophon du peintre daté 1350.